# Центральний нападник

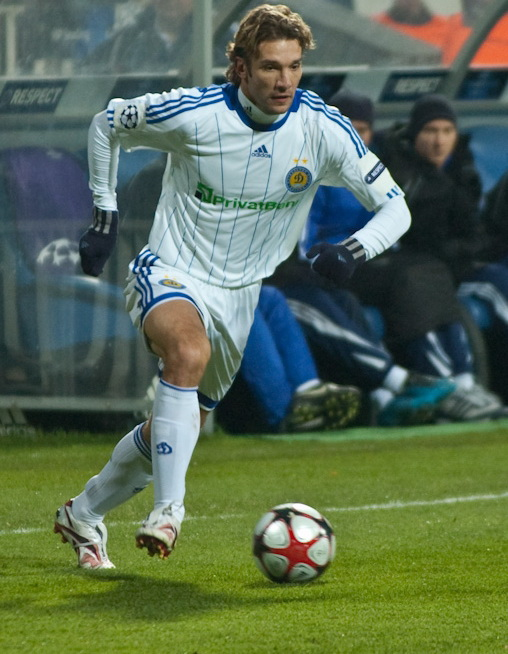
Андрій Шевченко, один з найкращих центральних нападників в історії футболу на початку ХХІ століття.

Центральний нападник або центрфорвард (англ. Centre forward) — футбольна позиція, основна фігура атакуючої лінії команди Як правило, гравці саме цього амплуа є найкращими бомбардирами своїх команд.
Зазвичай вони грають під номером 9, але деякі центральні форварди віддають перевагу іншим номерам, як у найвідомішому випадку Ромаріо, який використовував 11 номер на чемпіонаті світу 1994 року.

## Типи центральних форвардів

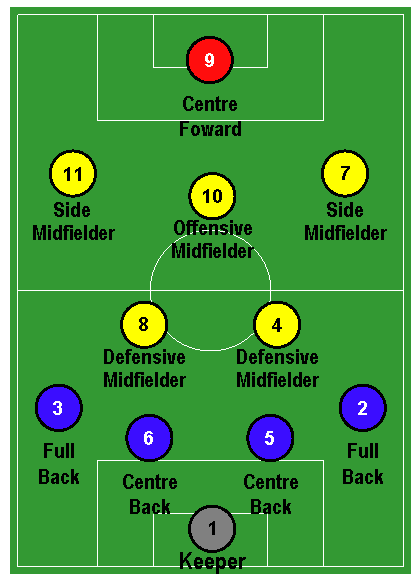
Центральний нападник (червоний) на тактичній схемі 4-2-3-1

Одним з найпопулярніших типів центрфорвардів є так званий таранний форвард, який володіє значними габаритами, добре прикриває м'яч корпусом і відмінно грає головою. Цей тип центрального форварда тривалий час залишався основним у світовому футболі. До такого типу гравців відносились зокрема Сержіньйо Шулапа, Озеас, Вашингтон, Лука Тоні, Ян Коллер, Марк Відука, Никола Жигич та Пітер Крауч.
Такий футболіст має зміщуватися ближче до центрального кола і брати участь в організації атаки, заробляючи небезпечні штрафні удари або граючи на підіграванні. В той же час у випадку забігу партнера по флангу, таранний центрфорвард вривається в штрафний майданчик, оскільки на високого центрфорварда націлена більшість навісних передач.
Іншим типом форварда є швидкісний нападник, який відрізняється високою стартовою швидкістю і відмінним баченням поля, в результаті чого зазвичай діє на межі офсайду. У цьому випадку нападник зможе вчасно відгукнутися на передачу за голови захисникам і вийти на хорошу завершальну позицію.
У сучасному футболі особливо цінними вважаються універсальні гравці, які мають як швидкісні, так і силові дані. В той же час деякі тренери взагалі не використовують чистого центрального нападника. На цій позиції можуть опинитися і вінгери, і гравці середньої лінії. Саме в такому стилі збірна Іспанії виграла Євро-2012, де головний тренер іспанців Вісенте Дель Боске, втративши через травму перед турніром класичного центрфорварда Давіда Вілью, зробив ставку на так звану «фальшиву дев'ятку», роль якої зіграв півзахисник Сеск Фабрегас, в той час як «справжній» форвард Фернандо Торрес не провів на турнірі жодної повної гри. Таку ж систему в той час використовувала і «Барселона» з Ліонелем Мессі, спочатку під керівництвом тренера Пепа Гвардіоли, а пізніше за його наступника Тіто Віланови.
Велика кількість центральних форвардів, залишили слід у світовій історії футболу. Серед них Ференц Пушкаш, Еусебіу, Герд Мюллер, Марко ван Бастен, Паоло Россі, Христо Стоїчков, Ромаріу, Габрієль Батістута, Роналдо, Андрій Шевченко, Руд ван Ністелрой, Дідьє Дрогба, Самюель Ето'о, Златан Ібрагімович, Луїс Суарес, Серхіо Агуеро, Едінсон Кавані та Роберт Левандовський.